# Peliperdix schlegelii
El francolín de Schlegel (Peliperdix schlegelii) es una especie de ave galliforme de la familia Phasianidae propia de África.

## Distribución
Se lo encuentra en Camerún, República Centroafricana, Chad y Sudán del sur.